# 皇始 (北魏)
皇始（396年七月-398年十二月）是北魏道武帝拓跋珪的年號，歷時2年餘。
《魏书》载，“秋七月，右司马许谦上书劝进尊号，帝始建天子旌旗，出入警跸，于是改元。”

## 紀年
| 皇始 | 元年  | 二年  | 三年  |
| ---- | ----- | ----- | ----- |
| 公元 | 396年 | 397年 | 398年 |
| 干支 | 丙申  | 丁酉  | 戊戌  |

## 參看
- 中国年号索引
  - 其他时期使用的皇始年号
- 同期存在的其他政权年号
  - 太元（376年正月-396年十二月）：東晉皇帝晋孝武帝司马曜的年号
  - 隆安（397年正月-401年十二月）：東晉皇帝晋安帝司马德宗的年号
  - 皇初（394年五月-399年九月）：后秦政权姚兴年号
  - 太初（388年六月-400年七月）：西秦政权乞伏乾归年号
  - 永康（396年四月-398年四月）：后燕政权慕容宝年号
  - 建始（397年五月-七月）：后燕政权慕容详年号
  - 延平（397年七月-十月）：后燕政权慕容麟年号
  - 青龙（398年四月-七月）：后燕政权兰汗年号
  - 建平（398年十月-十二月）：后燕政权慕容盛年号
  - 龙飞（396年六月-399年）：后凉政权吕光年号
  - 太初（397年正月-399年十二月）：南凉政权秃发乌孤年号
  - 神玺（397年五月-399年正月）：北凉政权段业年号